# Christian Vinck
Christian Vinck (* 3. September 1975 in Hamm) ist ein ehemaliger deutscher Tennisspieler.

## Karriere
Vinck, der erste ATP-Weltranglistenpunkte als 16-Jähriger sammelte, startete seine Profi-Karriere 1993. 1997 wurde er mit dem TC Blau-Weiss Halle deutscher Mannschaftsmeister. Im Jahr 2000 feierte er mit dem Erreichen der dritten Runde des Grand-Slam-Turniers in Wimbledon seinen größten internationalen Erfolg. 2001 wurde er Deutscher Meister im Einzel. Zwei Jahre später wurde er Vize-Meister. Seit 2002 spielt der promovierte Vinck, der begleitend zu seiner Tenniskarriere BWL studierte, für den Oberhausener Tennis- und Hockeyclub e. V. (OTHC). Ab 2004 trainierte er eine Zeit lang die deutsche Tennisspielerin Marlene Weingärtner.
Er schloss sein Studium an der Fernuniversität Hagen 2005 ab. 2009 promovierte er zum Doktor der Staatswissenschaften.

## Erfolge
| Legende                       |
| Grand Slam                    |
| Tennis Masters Cup            |
| ATP Masters Series            |
| ATP International Series Gold |
| ATP International Series      |
| ATP Challenger Series (4)     |

### Einzel

#### Turniersiege
| Nr. | Datum             | Turnier   | Belag       | Finalgegner   | Ergebnis      |
| --- | ----------------- | --------- | ----------- | ------------- | ------------- |
| 1.  | 16. November 1997 | Las Vegas | Hartplatz   | Andre Agassi  | 6:2, 7:5      |
| 2.  | 14. Dezember 1997 | Wismar    | Teppich (i) | Ivo Heuberger | 6:3, 7:6      |
| 3.  | 6. Dezember 1998  | Nümbrecht | Teppich (i) | Peter Wessels | 6:7, 6:4, 6:4 |
| 4.  | 20. Februar 2000  | Lübeck    | Teppich (i) | Andy Fahlke   | 6:3, 6:1      |